# Alessandro Scaglione
Alessandro Mynus Scaglione (Milano, 1º dicembre 1986) è un tastierista, arrangiatore e direttore d'orchestra italiano.

## Biografia
Alessandro Mynus Scaglione studia al Conservatorio G.Verdi di Milano dove ottiene il Diploma accademico di secondo livello in pianoforte nel 2009. Successivamente studia direzione d’orchestra e arrangiamento e inizia l’attività concertistica.
È direttore d’orchestra e arrangiatore in diversi eventi tra cui il Festival di Ostia 2010, Sanremo Junior nelle edizioni 2011 e 2015 con la Sanremo Festival Orchestra e numerosi concerti con l’Orchestra Sinfonica di Sanremo dal 2011 al 2015. È inoltre assistente musicale nei concerti con l’orchestra di Radio e Video Italia del 2011 (Marco Masini, i Nomadi, i Modà, Nek e gli Stadio), al concerto “PFM in Classic” al Teatro degli Arcimboldi a Milano e al concerto “Live in piazza Duomo” per i 30 anni di Radio Italia.
È inoltre docente ad “Area Sanremo” nelle edizioni 2010 e 2011 per l’area cultura.
Dal 2012 al 2018 è selezionatore e arrangiatore ufficiale del concorso canoro internazionale “Sanremo Junior”.
Parallelamente compone musica elettronica (con lo pseudonimo Mynus) e orchestrale per diverse occasioni: spettacoli teatrali, videogiochi e nel 2014 scrive alcune musiche per il film “Italy in a day” di Gabriele Salvatores.
Dal 2012 è tastierista della PFM - Premiata Forneria Marconi con la quale tiene concerti in Italia, USA, Giappone, Canada, Europa e Sud America.
Nel 2015 suona al “Festival di Sanremo” insieme alla PFM e alla banda dell’Esercito Italiano.
Nel 2017 viene pubblicato il nuovo album della PFM, Emotional Tattoos, con l’etichetta Inside Out Music nel quale è anche arrangiatore delle parti orchestrali.
Nel 2018 è AV Artist al Live Performers Meeting di Roma con il progetto Visual Impulse e pubblica il singolo “Mynus - We the Stars (ft. LC Elsy)” con la Hoop Records. Parallelamente con la PFM ottiene il riconoscimento di “International Band of the Year” ai Progressive Music Awards 2018 e viene pubblicata la raccolta “PFM - The Very Best” con SonyMusic.
Nel 2019 avvia il progetto di videomapping e danza interattiva “ViMotion" con il quale è ospite alla serata d’apertura del FIM - Fiera dell’Innovazione Musicale presso il Palazzo della Regione Lombardia, riceve il premio "Animation Live" al FIDA2019 - Festival International de Danse Animée e partecipa alla Milano Digital Week 2020.
Con la PFM nel 2019 ottiene il premio Miglior tour dell’anno targato Rock Italia con “PFM canta De André - Anniversary” che si conclude all’Arena di Verona insieme a Cristiano De André.
Nel 2020 suona con la PFM al Festival di Sanremo insieme ad Anastasio per la serata dedicata ai duetti e ad ottobre partecipa al JazzMi con il progetto AAFactory.
Nel 2021 realizza il progetto Natuhuma per la Milano Digital Week 2021 e l'installazione interattiva Plexus Universe esposta al MEET Digital Culture Center (Spazio Oberdan) all'interno della rassegna Venice VR Expanded. 
Lo stesso anno viene pubblicato il nuovo album della PFM, I Dreamed of Electric Sheep con l'etichetta Inside Out Music ed è direttore d'orchestra a Sanremo Junior 2021 presso il teatro Ariston.
Nel 2022 è direttore d’orchestra alla finale di Italia’s Got Talent per l’esibizione “Medhat Mamdouh - La sagra della primavera” e nel 2023 a Sanremo Junior 2023. 

## Discografia
- 2012 - Atlantys / Touch the sky
- 2013 - Premiata Forneria Marconi (PFM) - PFM in classic
- 2014 - PFM - Un’isola
- 2014 - PFM - Un amico
- 2015 - PFM - Un minuto
- 2015 - PFM - A Ghost
- 2015 - PFM - The World
- 2017 - Premiata Forneria Marconi (PFM) - Emotional Tattoos
- 2018 - Mynus - We the Stars
- 2018 - PFM - TVB The Very Best
- 2021 - PFM - I Dreamed of Electric Sheep
- 2023 - PFM The Event - Live in Lugano
- 2025 - PFM Canta De André Anniversary